# شاتوفيلان (إزار)
شاتوفيلان هي بلدية في إزار في جنوب شرق فرنسا.